# Trichosteleum fruticola
Trichosteleum fruticola är en bladmossart som beskrevs av Pierre Tixier 1971. Trichosteleum fruticola ingår i släktet Trichosteleum och familjen Sematophyllaceae. Inga underarter finns listade i Catalogue of Life.